# Hammermühle (Dinkelsbühl)
Hammermühle ist ein Gemeindeteil der Großen Kreisstadt Dinkelsbühl im Landkreis Ansbach (Mittelfranken, Bayern). Hammermühle liegt in der Gemarkung Dinkelsbühl.

## Geografie
Die Einöde liegt am Ölgraben, einem linken Zufluss der Wörnitz, der eine Kette von Weihern speist. Unmittelbar südlich des Ortes liegt der Hammerweiher. 0,3 km nordwestlich befindet sich ein Neubau- und ein Gewerbegebiet der Stadt Dinkelsbühl. 0,5 km südöstlich liegt das Hausholz. Ein Anliegerweg verläuft zur Staatsstraße 2218 (0,4 km südwestlich), die zur Bundesstraße 25 (0,2 km südwestlich) bzw. nach Botzenweiler führt (1,5 km nordöstlich).

## Geschichte
Die Fraisch über Hammermühle war strittig zwischen dem ansbachischen Oberamt Wassertrüdingen, dem oettingen-spielbergischen Oberamt Dürrwangen und der Reichsstadt Dinkelsbühl. Gegen Ende des 18. Jahrhunderts gab es ein Anwesen. Dieses hatte die evangelische Kirchenpflege der Reichsstadt Dinkelsbühl als Grundherrn. Von 1797 bis 1808 unterstand der Ort dem Justiz- und Kammeramt Wassertrüdingen.
Im Jahr 1809 wurde Hammermühle infolge des Gemeindeedikts dem Steuerdistrikt und der Munizipalgemeinde Dinkelsbühl zugeordnet.

### Baudenkmal
- Haus Nr. 1: ehemalige Mühle, zweigeschossiger verputzter Massivbau mit steilem Satteldach und kleinem Anbau, 17./18. Jahrhundert.[9]

### Einwohnerentwicklung
| Jahr      | 001818 | 001840 | 001871 | 001885 | 001900 | 001925 | 001950 | 001961 | 001970 | 001987 |
| Einwohner | 3      | 6      | 6      | 4      | 2      | 5      | 11     | 4      | 2      | 4      |
| Häuser    | 2      | 1      |        | 1      | 1      | 1      | 1      | 1      |        | 2      |
| Quelle    | [ 11 ] | [ 12 ] | [ 13 ] | [ 14 ] | [ 15 ] | [ 16 ] | [ 17 ] | [ 18 ] | [ 19 ] | [ 1 ]  |

## Religion
Der Ort ist seit der Reformation evangelisch-lutherisch geprägt und bis heute nach Heilig Geist (Dinkelsbühl) gepfarrt (seit 1843 St. Paul (Dinkelsbühl)). Die Katholiken sind nach St. Georg (Dinkelsbühl) gepfarrt.